# التوابل المخلوطة

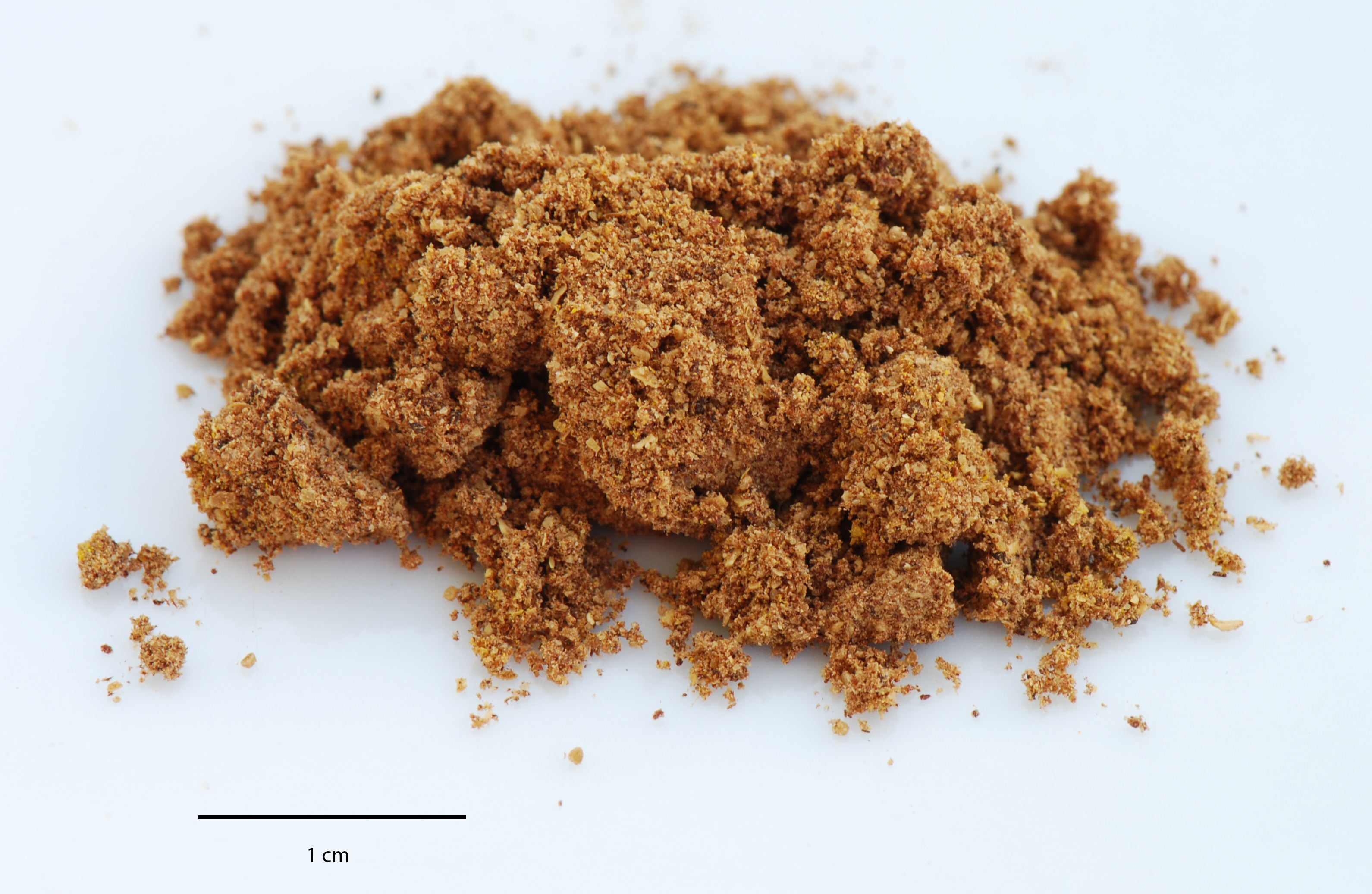
مزيج تجاري من خليط التوابل.

التوابل المخلوطة (بالإنجليزية: mixed spice)، وأيضاً يطلق عليها توابل البودنج هي خلطة توابل حلوة بريطانية  تشبه توابل فطيرة اليقطين المستخدمة في الولايات المتحدة. المكون الغالب هو القرفة، بالإضافة إلى جوزة الطيب والفلفل الإفرنجي. غالبا ما تستخدم في الخبز، أو لتكمل الفواكه أو أطعمة حلوة أخرى.
المصطلح «توابل مخلوطة» استخدم لهذه الخلطة من التوابل في كتب الطبخ منذ عام 1828م  ومن المحتمل أيضاً قبل ذلك.
التوابل المخلوطة تماثل خلطة التوابل الهولندية المسماة كويكريدن (koekkruiden) أو سبيكولاسكرايدن (speculaaskruiden) والتي تستخدم بشكل رئيسي لتتبيل الطعام المرتبط بالاحتفال الهولندي السنتر كلاس في الخامس من ديسمبر. الكويكريدين تحتوي على حب الهال.

## المكونات
- القرفة (أو السليخة )
- جوزة الطيب
- فلفل إفرنجي

وقد تحتوي أيضا:
- القرنفل
- الزنجبيل
- بذور الكزبرة
- الكروياء
- الفليفلة الحريفة[2][3]